# Dimitrios Salpingidis
Dimitrios „Dimitris“ Salpingidis (griechisch Δημήτριος Σαλπιγγίδης; * 18. August 1981 in Thessaloniki, Griechenland) ist ein ehemaliger griechischer Fußballspieler. Er spielte bis 2015 für PAOK Thessaloniki.

## Karriere
Dimitrios Salpingidis, der bei einer Körpergröße von 1,72 m auf der Position des Stürmers spielt, begann seine Profikarriere 1999 bei dem in seiner Geburtsstadt ansässigen Verein PAOK Thessaloniki. Da Salpingidis bis zur Winterpause abgesehen von einer Einwechslung in der ersten Runde des UEFA-Pokals – er schoss dabei sein erstes Tor für den Verein – nicht zum Einsatz kam, wurde er Januar 2000 für ein halbes Jahr an den, zum damaligen Zeitpunkt zweitklassigen, Verein AE Larisa ausgeliehen, wo er bis zum Sommer auf sieben Einsätze kam. Nach einem halben Jahr bei PAOK, in dem der Spieler lediglich zu zwei Pflichtspieleinsätzen im Pokal kam, wurde Salpingidis abermals ausgeliehen. Von Januar 2001 bis zum Sommer 2002 spielte er beim nordgriechischen Verein AO Kavala.
Bei Kavala spielte sich Salpingidis von Beginn an in die Stammelf und erzielte in 43 Pflichtspielen 25 Tore. Nach diesem Durchbruch in seiner Karriere, kehrte er 2002 zu PAOK zurück und spielte fortan auch hier eine tragende Rolle. Er wurde sogar Kapitän der Mannschaft. Höhepunkt seines Engagements bei PAOK war die Saison 2002–2003, als Salpingidis mit seiner Mannschaft den Griechischen Pokal gewinnen konnte.
Im Sommer 2006 wechselte Salpingidis schließlich zu Panathinaikos Athen und sorgte für großes Aufsehen in Griechenland. Grund dafür war vor allem die Tatsache, dass sich mit Panathinaikos, AEK sowie Olympiakos die „Großen Drei“ des griechischen Fußballs um seine Verpflichtungen bemühten. Die Ablöse von insgesamt ca. fünf Millionen Euro war die höchste Summe, die für einen griechischen Spieler gezahlt wurde, der innerhalb der Liga wechselte. Bei Panathinaikos stand Salpingidis für vier Jahre unter Vertrag, spielte erstmals in der UEFA Champions League und konnte 2010 neben dem Pokal auch die griechische Meisterschaft gewinnen.
2010 wechselte Salpingidis wieder zurück zu PAOK Thessaloniki. Dort spielte er weitere 5 Jahre lang, bis sein Vertrag im Sommer 2015 aufgelöst wurde.

## Nationalmannschaft

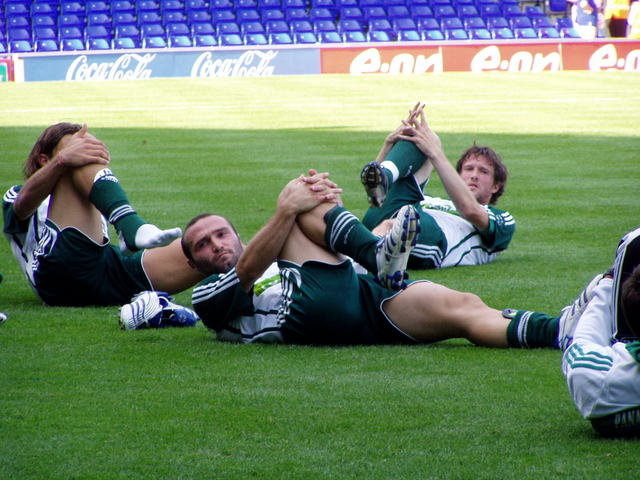
Salpingidis (Mitte) im August 2007

Salpingidis gehört zur jungen Generation von Spielern, die nach dem Gewinn Fußball-Europameisterschaft 2004 von Otto Rehhagel in den Kader der Griechischen Fußballnationalmannschaft berufen wurden. 2004 nahm Salpingidis an den Olympischen Spielen in Athen teil.
2010 nahm er an der Fußball-Weltmeisterschaft teil. Es war die zweite Teilnahme der griechischen Nationalmannschaft an einer Endrunde einer Weltmeisterschaft. Salpingidis schoss hierbei im zweiten Vorrundenspiel gegen Nigeria das Tor zum 1:1. Dies war das erste Tor einer griechischen Fußballnationalmannschaft bei einer Endrunde einer Fußball-Weltmeisterschaft.
Beim Eröffnungsspiel der Fußball-Europameisterschaft schoss Salpingidis in der Vorrunde beim 1:1 gegen Mitgastgeber Polen den Ausgleich für die griechische Mannschaft.
Bei der Weltmeisterschaft 2014 in Brasilien kam Salpingidis mit Griechenland bis ins Achtelfinale und wurde in allen vier Begegnungen eingesetzt.

## Erfolge
- Griechischer Meister: 2010

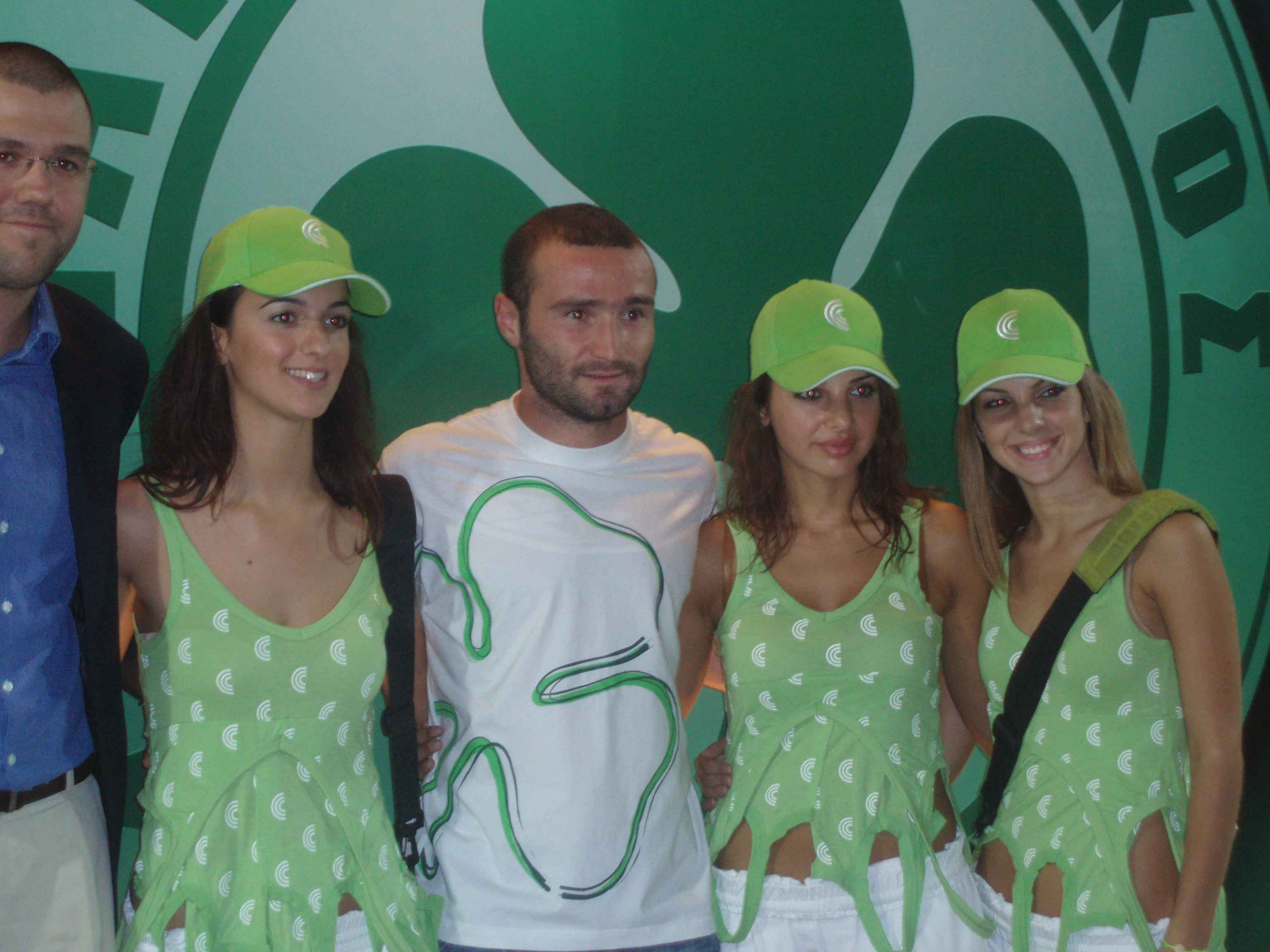
Dimitris Salpigidis

- Griechischer Pokalsieger: 2003, 2010

## Auszeichnungen
- Torschützenkönig der griechischen Liga: 2006
- Torschützenkönig der zweiten griechischen Liga: 2002
- Fußballer des Jahres in Griechenland: 2008, 2009[2]